# HD 153370
Désignations
HD 153370 est une étoile binaire de la constellation de l'Autel.